# 下田市立朝日小学校
下田市立朝日小学校（しもだしりつ あさひしょうがっこう）は、静岡県下田市にある市立小学校。所在地は下田市吉佐美544。

## 概要
海水浴場の多い、朝日地区にある小学校。児童数の減少により、現在は1学年1クラスである。

## 学区
- 吉佐美（一部を除く）・田牛

## 著名な卒業生
- 楠山俊介 - 元歯科医師、元下田市長、下田市議会議員